# La dama de Monsoreau (minisèrie)

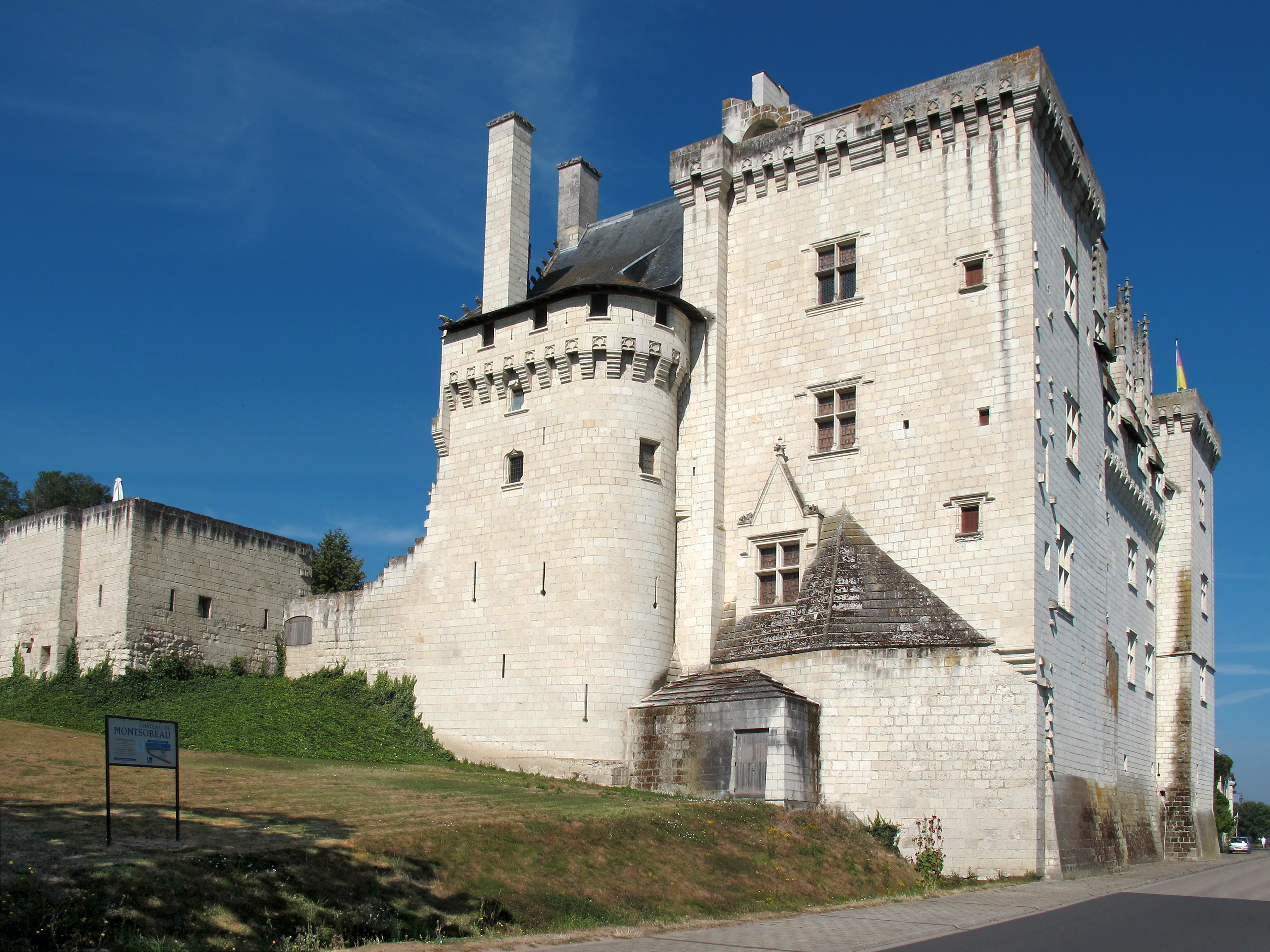
El castell de Montsoreau.

La dama de Monsoreau (títol original en francès, La Dame de Monsoreau) és una minisèrie de televisió francesa dirigida per Michel Hassan i produïda per Michelle Podroznik. Està basada en l'obra homònima d'Alexandre Dumas. Es va estrenar el 7 de desembre de 2008 a Bèlgica, i el 26 d'agost de 2009 al canal France 2. S'ha doblat al català.